# Illinois Central Railroad
 (janvier 2022).
L’Illinois Central Railroad (sigle : IC), fondée en 1851, était une compagnie de chemin de fer du centre des États-Unis dont la ligne principale reliait Chicago à La Nouvelle-Orléans ainsi que Birmingham en Alabama. Une autre ligne reliait également Chicago à Sioux City dans l'Iowa, dès 1870. D'autres embranchements desservaient Sioux Falls dans le Dakota du Sud, dès 1877 et Omaha dans le Nebraska, dès 1899. Le 10 août 1972 l'Illinois Central Railroad fusionna avec la Gulf, Mobile and Ohio Railroad pour former l'Illinois Central Gulf Railroad et le 11 février 1998, elle fut rachetée par la Canadien National (CN).

## L'Illinois Central Railroad

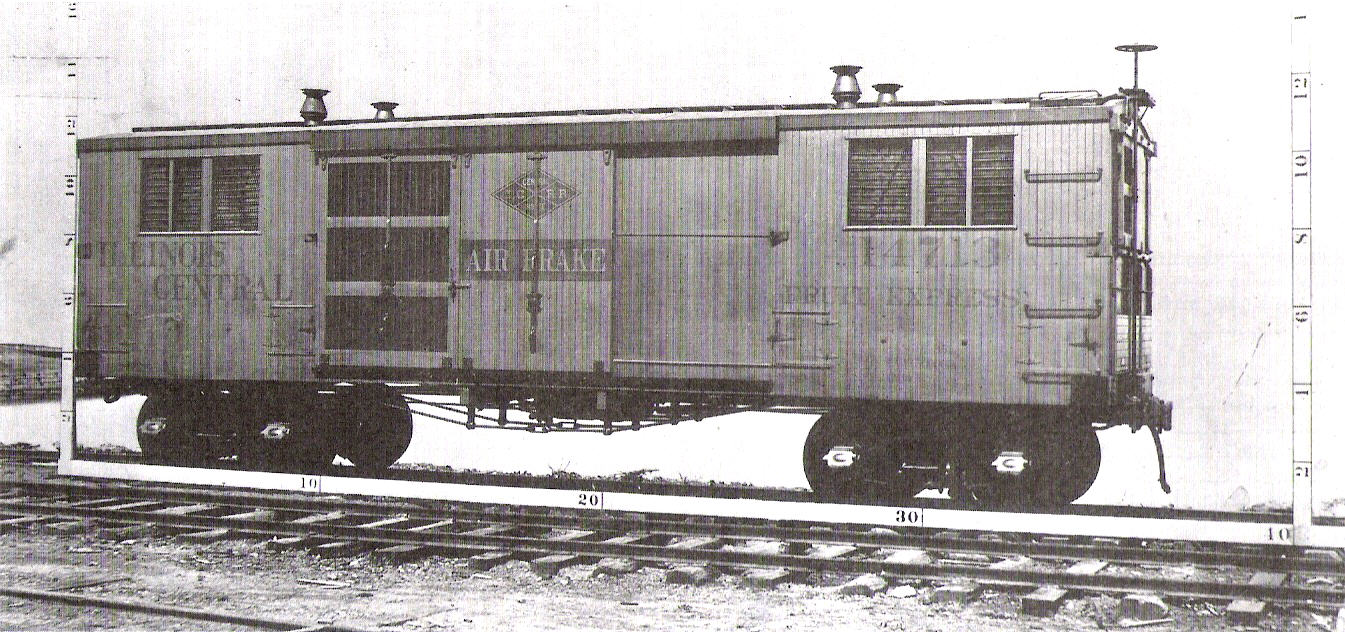
Wagon pour le transport de fruits, de 1893.

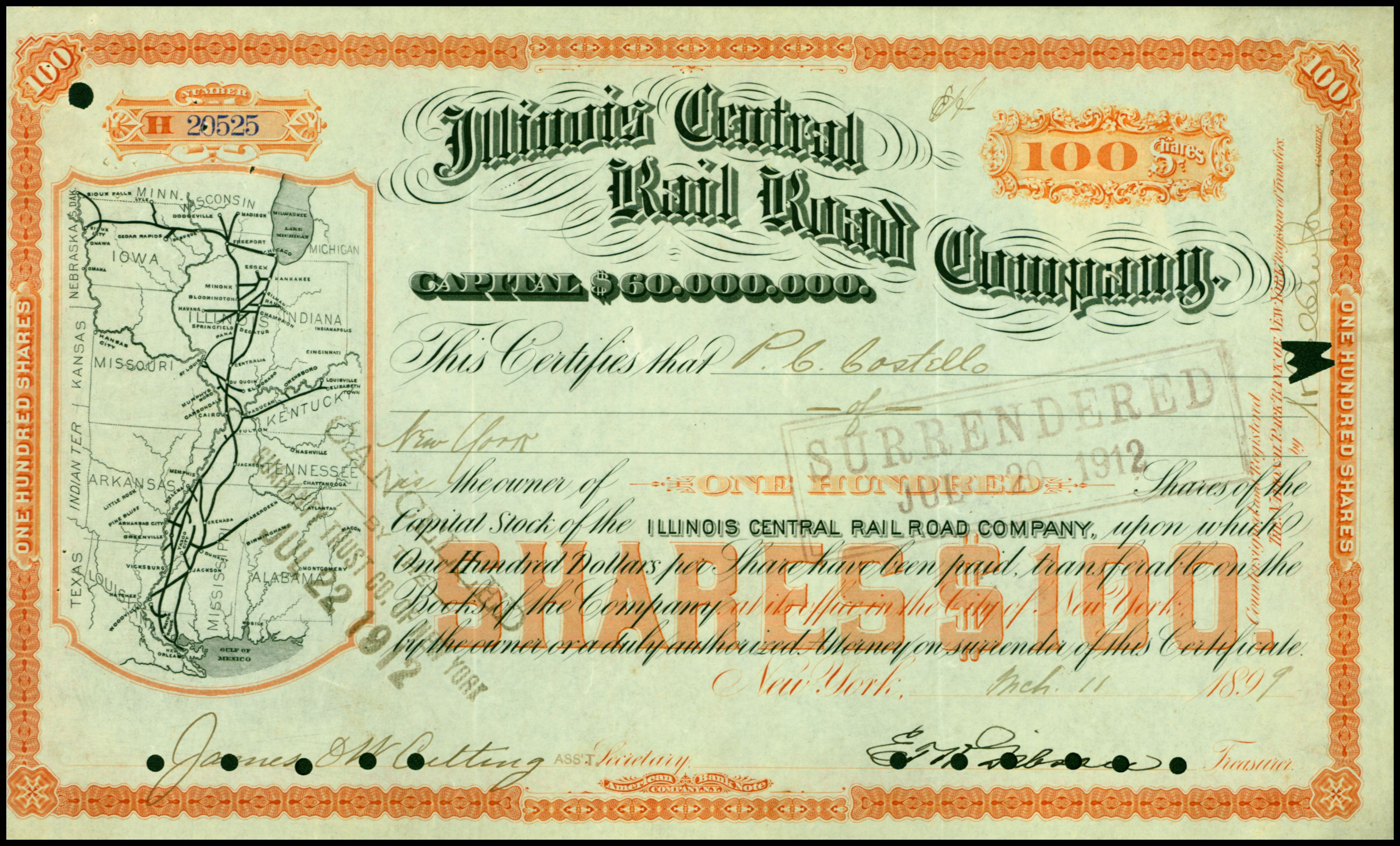
Action d'Illinois Central Railroad, publiée en 1899

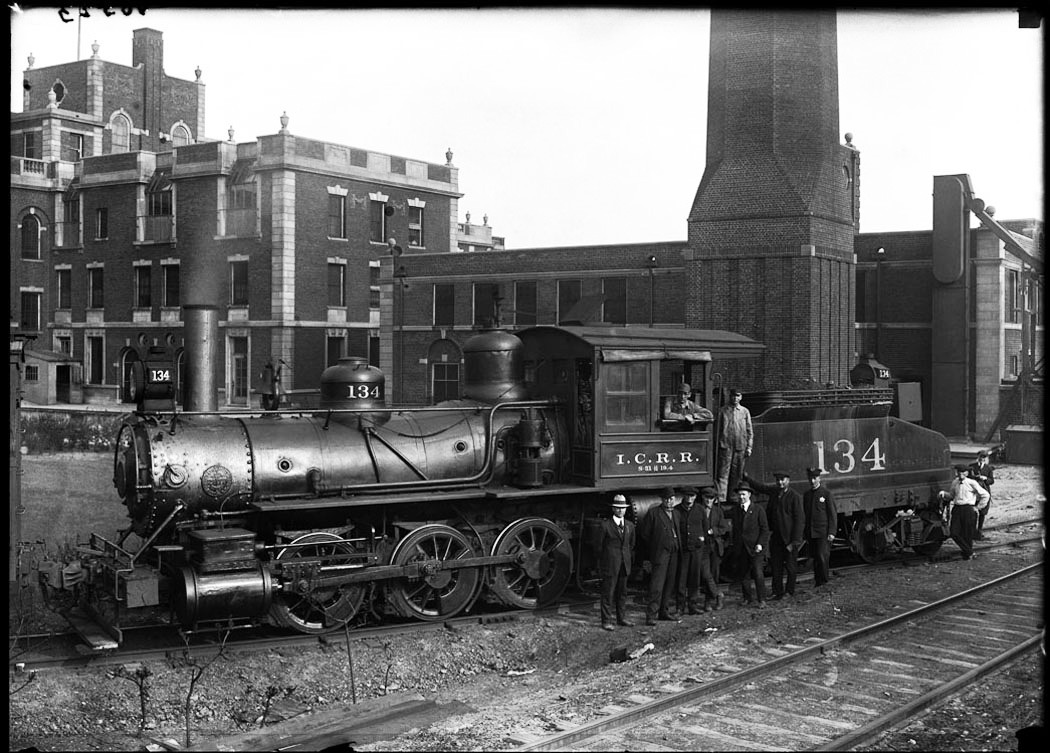
Locomotive ICRR 134 à Chicago en 1920.

L'IC était l'un des plus anciens chemins de fer de classe I des États-Unis. Ses origines lointaines remontaient à une tentative faite par l'Assemblée générale de l'Illinois pour créer un chemin de fer traversant l'État de l'Illinois du nord au sud ; malheureusement le projet avorta. En 1850, le président des États-Unis Millard Fillmore accorda, pour la première fois dans l'histoire du chemin de fer des États-Unis, une concession de terrain pour la construction de l'Illinois Central. 
L'Illinois Central fut officiellement créé par l'Assemblée générale de l'Illinois le 10 février 1851. Lors de son achèvement en 1856, l'IC fut le plus long chemin de fer au monde. Sa ligne principale partait de Cairo à l'extrême sud de l'Illinois pour atteindre Galena au nord-ouest. Un embranchement partait de Centralia (nom donné par la compagnie) vers la ville de Chicago qui se développait rapidement. À Chicago, ses voies longeaient les rives du lac Michigan et passaient sur des pilotis au niveau du centre-ville. Mais avec le temps, les sédiments et les remblais déplacèrent la rive vers l'est, jusqu'à sa position actuelle. 
En 1867, l'Illinois Central étendit son réseau vers l'Iowa à l'ouest. Au cours des années 1870 et 1880, l'IC acquit des chemins de fer et se développa vers le sud des États-Unis. Les lignes de l'IC quadrillèrent l'État du Mississippi, et s'étendirent jusqu'à La Nouvelle-Orléans (Louisiane), au sud, Birmingham au sud-est, et Louisville à l'est. En direction de l'ouest, Sioux City (Iowa) fut atteint en 1870, et Sioux Falls (Dakota du Sud) en 1877. Dans les années 1880, des lignes furent construites au nord vers Dodgeville (Wisconsin), et Omaha (Nebraska) en 1899. Son expansion continua au début du XXe siècle. 
L'Illinois Central Railroad racheta le Mississippi Central Railroad (MSC) le 29 mars 1967.

## L'Illinois Central Gulf Railroad
Le 10 août 1972, l'Illinois Central Railroad fusionna avec le Gulf, Mobile and Ohio Railroad pour constituer l'Illinois Central Gulf Railroad. Le 30 octobre de cette même année, un déraillement d'un train de banlieue causa de nombreux morts. Dans les années 1980, la compagnie stoppa beaucoup de ses lignes est-ouest, ainsi que ses lignes nord-sud redondantes, incluant une bonne partie de l'ancien GM&O. Il se débarrassa  des 2/3 de son réseau. La plupart de ces lignes furent achetées par d'autres chemins de fer dont certains étaient entièrement nouveaux comme le Chicago, Missouri & Western Railway, le Paducah and Louisville Railway et le Chicago Central and Pacific Railroad (voir carte). Le 29 février 1988, l'ICG supprima le « Gulf » de son nom, et redevint l'Illinois Central Railroad. En juin 1996, il rachète le Chicago Central and Pacific et retrouve ainsi la portion « Iowa division » qu'il avait vendu en 1985.

## Le Canadien National

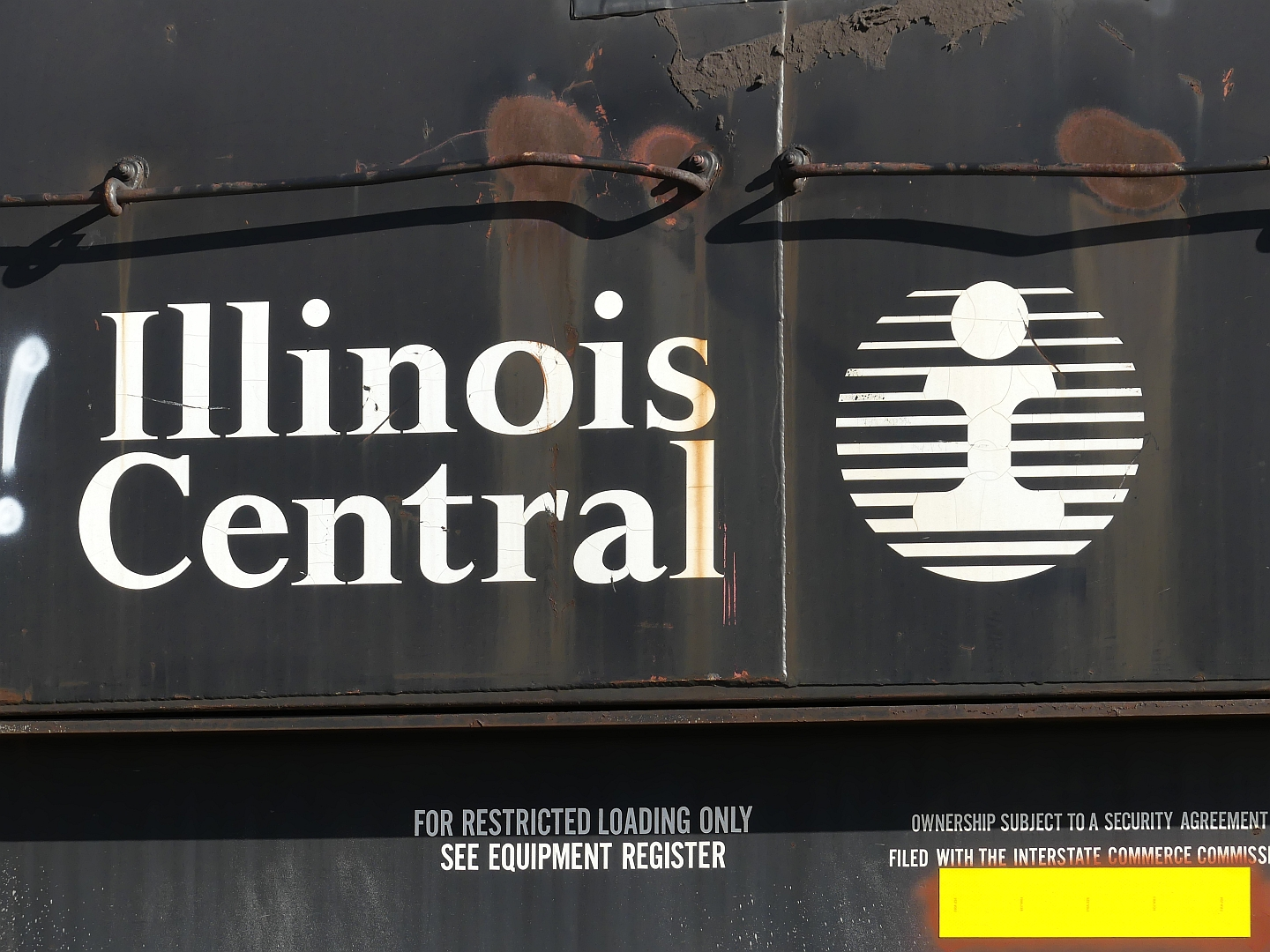
Marquage Illinois Central sur un wagon encore visible en 2024.

Le 11 février 1998, l'IC fut racheté par le Canadien National, qui le fusionna le 1er juillet 1999, via sa filiale américaine le Grand Trunk Corporation. Le nom Illinois Central fut utilisé jusqu'en 2001, date de son 150e anniversaire ; après quoi, l'identité de l'IC s'effaça lentement au rythme des programmes de maintenance et de peinture du CN. Les locomotives de l'IC repeintes dans la livrée du CN conservent le lettrage "IC" en petit sur le côté de la cabine.

## Le service train de voyageurs
L'Illinois Central avait un important service de voyageur sur sa ligne principale entre Chicago et La Nouvelle-Orléans et entre Chicago et Saint Louis. L'IC transportait aussi des passagers entre Chicago et Omaha, Nebraska, bien qu'il ne fut jamais parmi les plus performants sur cette route. La plus grande gare de voyageurs de l'IC, appelée Central Station, se trouvait à Chicago dans la douzième rue à l'est de Chicago Avenue. À cause de sa ligne orientée nord-sud, reliant le golfe du Mexique aux Grands Lacs, les trains de voyageurs de l'IC étaient un des moyens de transport utilisé lors de la grande migration Afro-américaine des années 1920. 

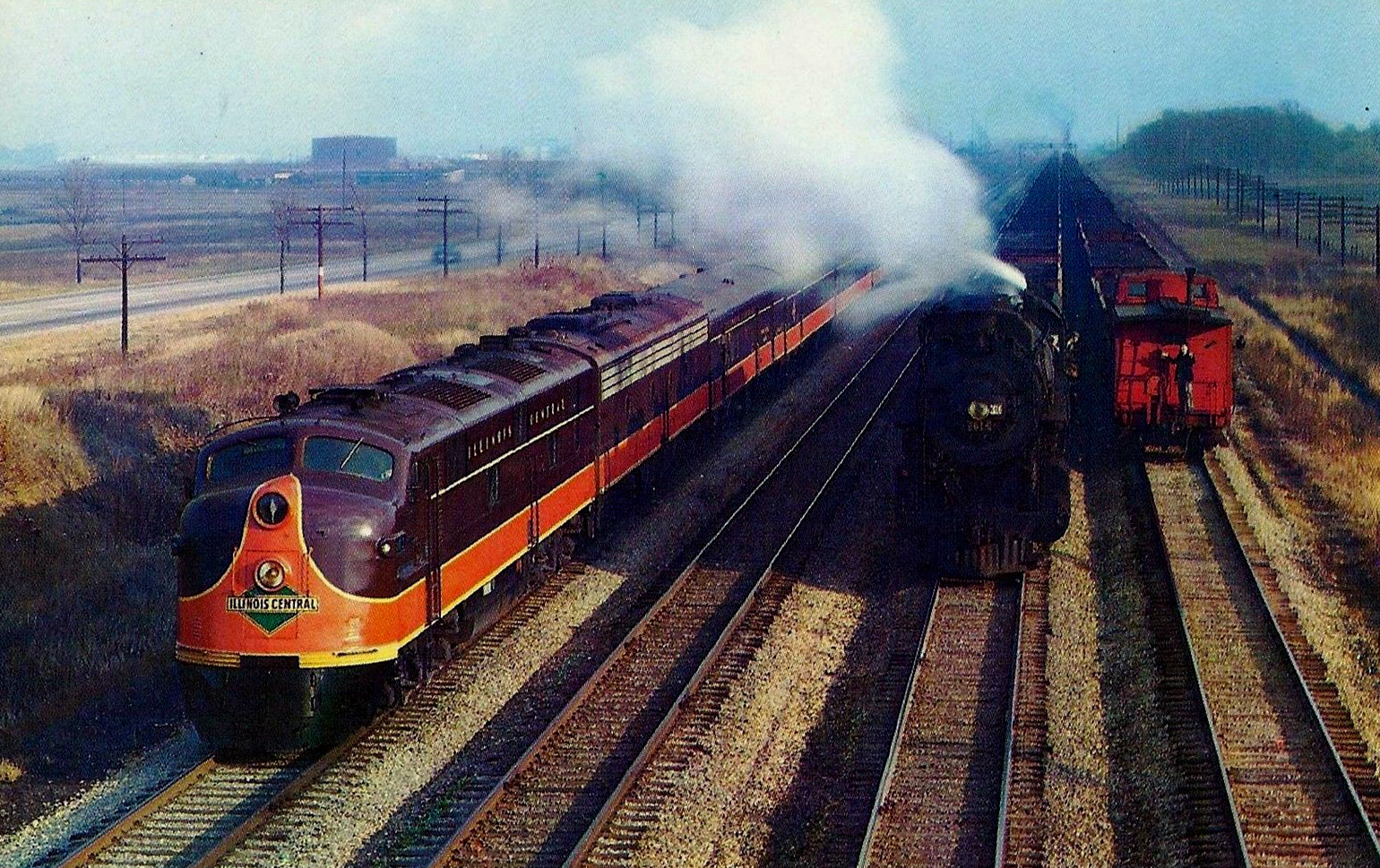
Train de voyageurs Panama Limited des années 1940-1950.

Le train le plus réputé de l'IC, fut le Panama Limited, composé de voitures Pullman, et circulant entre Chicago, Saint-Louis, et La Nouvelle-Orléans, en Louisiane.  En 1967, à la suite de pertes engendrées par l'exploitation du Panama Limited, l'IC le combina avec un train économique appelé Magnolia Star. L'Illinois Central avait également d'autres trains en circulation sur sa route principale comme The Creole,  The Louisiane et City of New Orleans.
Le Green Diamond fut le train de luxe de l'IC entre Chicago, Springfield et Saint Louis. D'autres trains importants comprenaient le Hawkeye qui circulait quotidiennement entre Chicago et Sioux City (Iowa), et aussi le City of Miami qui reliait Chicago à Miami via l'Atlantic Coast Line Railroad, le Central of Georgia Railway et le Florida East Coast Railway. 
L'Illinois Central fut toujours un acteur important pour les trains de banlieue ; il exploitait des trains électrifiés entre ses gares situées sur la Michigan Avenue et les quartiers périphériques du sud-est, jusqu'à ce que ce service fut assuré par Metra. 
Au 1er juin 1971, ce fut l'Amtrak qui reprit l'exploitation du Panama Limited. Il fut plus tard rebaptisé City of New Orleans (streamliner de jour, jadis exploité par l'IC) sur la ligne principale du l'IC, et Shawnee entre Chicago et Carbondale. Actuellement l'Amtrak fait circuler 3 trains quotidiens sur cette route, le City of New Orleans et le Illini, ainsi que le Saluki entre Chicago et Carbondale. 
Grâce aux subventions de l'État de l'Illinois, l'ancienne « Blackhawk route » située entre Chicago, Rockford et Dubuque devrait reprendre du service au début de 2009. 
Liste des trains de voyageurs avec dénomination :
Chickasaw
City of Miami
City of New Orleans
Creole
Daylight
Green Diamond
Hawkeye
Illini
Iowan
Land O'Corn
Louisiane
Miss Lou
Night Diamond
Northern Express
Northwestern Limited
Panama Limited
Planter
Seminole
Southern Express
Southwestern Limited
Sunchaser.

## Les locomotives préservées

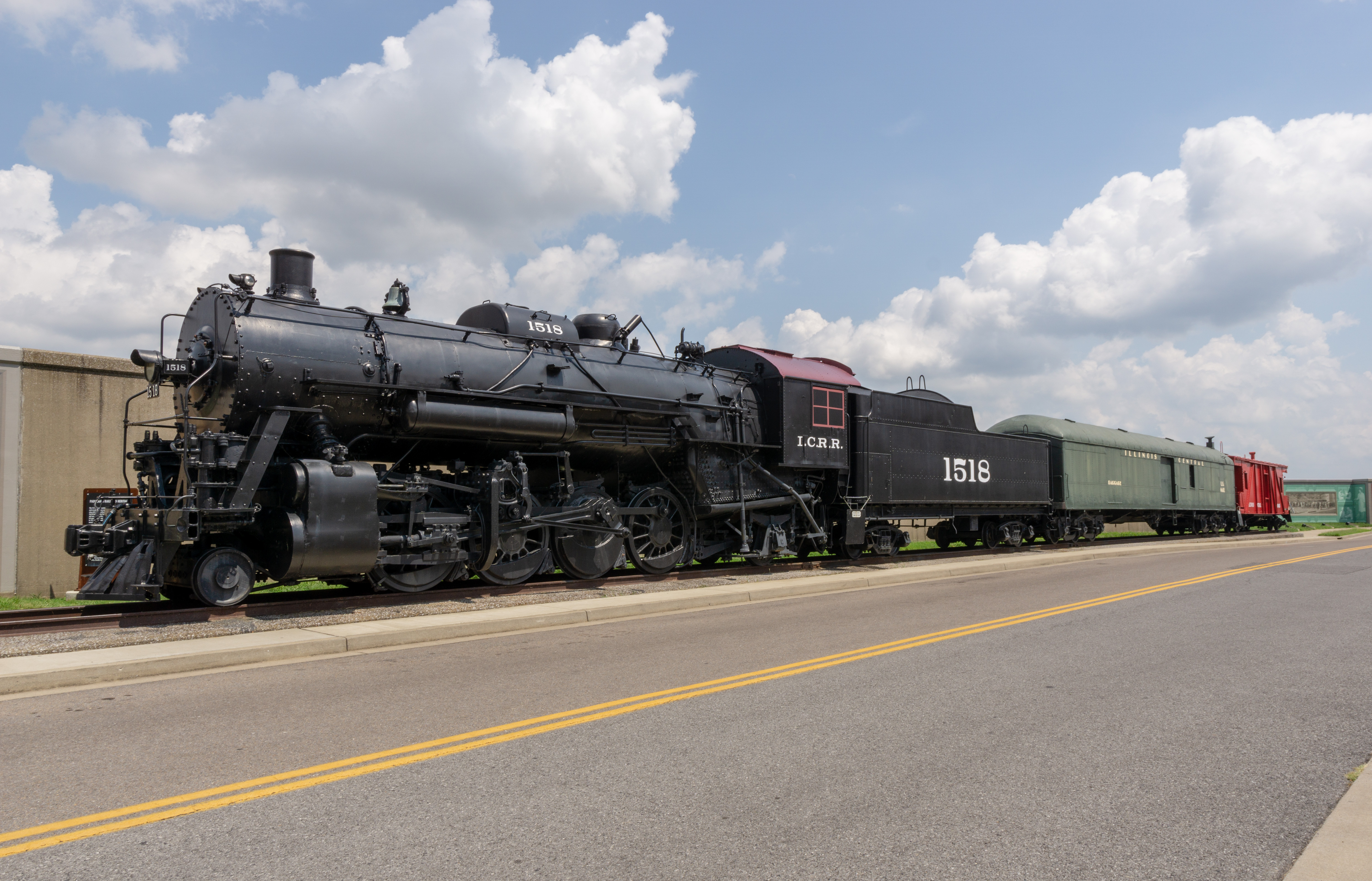
La locomotive No. 1518 préservée à Paducah (Kentucky).

Le matériel utilisé par l'Illinois Central peut être découvert dans des musées à travers les États-Unis.
- no 201 : une locomotive-tender 2-4-4, en exposition statique à l'Illinois Railway Museum.
- no 764 : une locomotive 2-8-0 de classe 651, donnée au Museum of Transportation de St. Louis (Missouri) en 1956.
- no 790 : en exposition statique au Steamtown National Historic Site ; son bon état permettrait une restauration[1].
- no 1518 : une locomotive à vapeur 2-8-2 de classe 1500 construite en 1923, en exposition statique à Paducah.
- no 2500 : une locomotive à vapeur 4-8-2 de classe 2500, en exposition statique au Age of Sream Memorial de Centralia.
- no 2542 : une locomotive à vapeur 4-8-2 de classe 2500, en exposition statique à McComb (Mississippi).
- no IC 8408 : une locomotive diesel GP10 avec son caboose n°IC 9426, en exposition statique à  Homewood (Illinois).
- no IC-333 : une locomotive à vapeur 0-6-0, avec plusieurs voitures de voyageurs sont exposés à l'extérieur de l'historique Yazoo and Mississippi Valley Railroad Company Depot à Bâton-Rouge (Louisiane).
- Illinois Central GP-11 no 8733 : une locomotive diesel GP-11, préservée au Monticello Railway Museum à Monticello (Illinois).